# Душитель с автомагистрали I-70
Душитель с автомагистрали I-70 (англ. I-70 strangler) — прозвище неустановленного американского серийного убийцы, ответственного по версии следствия за убийство двенадцати человек на территории штатов Индиана и Огайо, совершенных в период с июня 1980 года по октябрь 1991 года. Тела своих жертв преступник сбрасывал рядом с межштатной автомагистралью I-70, благодаря чему получил своё прозвище. Все жертвы убийств являлись гомосексуалами. Хотя официально дело не раскрыто, считается, что убийцей мог быть бизнесмен Герберт Баумейстер, подозреваемый во многих убийствах в Индиане .

## Серия убийств
В качестве жертв преступник выбирал юношей и молодых мужчин, с которыми знакомился в гей-барах и других заведениях, расположенных в четырёх кварталах Индианаполиса (штат Индиана), которые пользовались большой популярностью среди гомосексуалов и иных представителей ЛГБТ-сообщества. Все жертвы были обнаружены обнажёнными или частично одетыми возле межштатной автомагистрали I-70, в реках и ручьях, в дренажных канавах на территории сельской местности и погибли от удушения.
В список жертвы были внесены 12 человек:
- 15-летний Майкл Петри, полностью обнаженное тело которого было обнаружено 16 июня 1980 года в сельской местности округа Гамильтон. Погибший, несмотря на свой юный возраст, был замечен в занятии проституцией и проводил много времени возле гей-баров Индианаполиса. Он был объявлен пропавшим без вести 7 июня, но уже через три дня был замечен в разных частях города в машине с незнакомцем. Причиной его смерти было объявлено удушение, но следов алкоголя и наркотических средств в его крови обнаружено не было[6][7].

- 23-летний Морис Тейлор. Обнаженный до пояса труп Тейлора был найден в июле 1982 года в ручье на территории сельской местности округа Гамильтон. В ходе судебно-медицинской экспертизы причина смерти молодого человека не была установлена, но с большой долей вероятности судебный медэксперт, проводивший вскрытие, заявил, что причиной смерти предположительно было удушение. Тейлор вел бродяжнический образ жизни и на момент гибели проживал в котельной одного из многоквартирных домов в Индианаполисе. Он испытывал материальные трудности, благодаря чему был замечен в посещении гей-баров и занятии проституцией. Тейлор оставался неопознанным в течение 8 месяцев, поскольку его мать, содержавшаяся в психиатрической больнице, не смогла подать заявление о пропаже без вести[8].

- 14-летний Делвойд Ли Бейкер. 3 октября 1982 года, частично обнаженный труп Бейкера, ученика 8-го класса, также был обнаружен возле реки на территории округа Гамильтон. Полицией были найдены свидетели, которые заявили, что в последний раз Делвойд Бейкер был замечен живым вечером 2 октября в центре Индианаполиса. По словам свидетелей, подросток сел в фургон синего цвета, за рулем которого находился молодой белый мужчина с густыми усами. Родителя парня заявили полиции, что Бейкер вечером в день исчезновения, поехал на велосипеде в центр города, откуда позвонил домой в 22:30 и сообщил им, что придет поздно, так как планирует пойти в кинотеатр, что вызвало беспокойство родителей подростка, так как согласно их показаниям карманных денег в тот вечер Бейкер не имел. В ходе расследования было установлено, что на протяжении трех последних месяцев жизни Бейкер совместно со своим 16-летним другом посещал кварталы Индианаполиса, где были расположены гей-бары, которые пользовались большой популярностью среди гомосексуалов. 16-летний друг Бейкера заявил полиции о том, что они занимались гомопроституцией, получая по 20—23 доллара в качестве оплаты за половой акт. Бейкер был самым молодым и единственным темнокожим среди жертв[9][10].

- 22-летний Майкл Эндрю Райли. Пропал без вести 28 мая 1983 года после посещения ночного гей-клуба под названием «Broad Ripple». В ходе расследования полицией был найден свидетель, который заявил, что Райли покидал заведение с неизвестным мужчиной, и дал полиции описание его внешности. Полностью обнаженное тело Майкла Райли было обнаружено на территории округа Хэнкок в дренажной канаве к юго-востоку от города Гринфилд на территории сельской местности 5 июня 1983 года. По результатам судебно-медицинской экспертизы было установлено, что Райли погиб от удушения. В качестве орудия убийства преступник использовал полотенце или другое подобное изделие из ткани[11][12].

- 17-летний Эрик Аллен Рёттгер. Пропал без вести 7 мая 1985 года. Его полностью обнаженное тело со следами удушения было обнаружено через несколько дней возле ручья в сельской местности на территории округа Пребл (штат Огайо). По словам родителей, 17-летний Реттгер в день исчезновения отправился на собеседование с тремя работодателями в поисках работы на летний период, но не явился ни на одно из них. Его друзья и родственники отрицали тот факт, что он был гомосексуалом, но в ходе расследования было установлено, что Реттгер имел много друзей и знакомых среди представителей маргинального слоя общества, которые увлекались наркотическими средствами и занимались наркоторговлей. Также в ходе расследования были найдены свидетели, которые заявили, что видели рано утром 7 мая Эрика Реттгера на автобусной остановке, но он не дождался автобуса и уехал автостопом с незнакомцем[13].

- 29-летний Майкл Аллен Гленн. Тело Гленна было обнаружено в августе 1986 года в дренажной канаве, расположенной на расстоянии четырех милях к западу от города Итон, на территории сельской местности округа Пребл. Майкл Гленн жил отдельно от родителей в трейлерном парке, расположенном на окраине Индианаполиса, и работал разнорабочим, благодаря чему точная дата его исчезновения не была установлена. На его шее была обнаружена странгуляционная борозда от веревки, которую использовал преступник в качестве орудия убийства, а из одежды на нем были только шорты. Личность Гленна не была идентифицирована до 1989 года, пока не была проведена дактилоскопическая экспертиза отпечатков пальцев[14].

- 21-летний Джеймс Роббинс. Роббинс Пропал без вести 15 октября 1987 года около 22:00 часов, после того как вышел из дома своей матери в Индианаполисе и был замечен идущим на юг. Обнаженный труп Роббинса со следами удушения был обнаружен 17 октября в сельской местности в дренажной канаве на территории округа Шелби (штат Индиана). Место обнаружения тела находилось недалеко от межштатной автомагистрали I-70. В ходе расследования полицией было найдено два свидетеля, которые дали противоречивую информацию. Один из них заявил о том, что в месте, где было обнаружено тело, 16 октября был замечен внедорожник «Jeep Renegade» красного цвета. Другой свидетель заявил о том, что возле обнаружения тела находился автомобиль «Chevy Blazer»[15].

- Жан Пол Тэлбот. Как и предыдущие жертвы, Тэлбот был задушен. Его тело преступник сбросил в ручей на территории округа Дефайанс (штат Огайо) в мае 1989 года.

- 26-летний Стивен Эллиот. Частично обнаженное тело Эллиота было найдено в августе 1989 года недалеко от межштатной автомагистрали I-70 в сельской местности округа Прембл. Причиной его смерти было объявлено удушение. В качестве орудия убийства преступник использовал веревку. Отец Эллиота заявил полиции, что его сын объявил о своей гомосексуальности в 1979 году, после чего ушел из дома и стал заниматься гомопроституцией и увлекаться алкогольными веществами[14][16].

- 32-летний Клей Рассел Боатмен. Пропал без вести в августе 1990 года в Индианаполисе, после того как покинул свою квартиру и отправился в один из гей-баров. Тело Боатмена со следами удушения было обнаружено в ручье группой детей на территории округа Прембл (штат Огайо) недалеко от города Итон возле межштатной автомагистрали I-70. Его автомобиль был обнаружен на одной из улиц Индианаполиса. Семья Боатмена отрицала факт, что он был гомосексуалистом[14][17].

- 19-летний Томас Клевенджер-младший. Пропал без вести в конце августа 1990 года. Его частично обнаженное тело было обнаружено на заброшенном участке железной дороги недалеко от города Гринвилл на территории округа Дарк (штат Огайо). Клевенджер рос в районе Индианаполиса, населенным в основном представителями маргинального слоя общества, благодаря чему его детство прошло в социально-неблагополучной обстановке. Он рано начал вести криминальный образ жизни и увлекаться алкогольными напитками. В возрасте 14 лет он совершил нападение на заместителя директора школы, в ходе которого нанес ему ножевое ранение. В школьные годы у него были диагностированы признаки умственной отсталости, благодаря чему он имел проблемы с чтением и письмом. Незадолго до гибели Клевенджер имел материальные трудности и был замечен в занятии проституцией и посещении гей-баров, хотя его мать и сестра эти факты отрицали[16].

- 42-летний Отто Гэри Беккер. Тело Беккера было найдено в дренажной канаве рядом с гравийной дорогой в сельской местности на юго-западе округа Генри 7 октября 1991 года. В ходе расследования его убийства полицией было найдено несколько свидетелей, которые заявили, что ранее в тот же день видели Беккера в автомобиле с двумя другими мужчинами, которые ехали на север по межштатной автомагистрали недалеко от Индианаполиса. Согласно их свидетельствам, один из мужчин удерживал Беккера, а другой вел машину. Свидетели похищения Отто Беккера были доставлены в полицейский участок, где им для визуальной идентификации подозреваемых были предоставлены фотографии преступников, ранее осужденных за совершение похищений и убийств на территории штата Индиана, но ни один из подозреваемых так и не был идентифицирован[18].

## Расследование
Для расследования серийных убийств полицией Индианаполиса в 1982 году была создана целевая группа из 8 сотрудников. После обнаружения тела Майкла Райли в июне 1983 года в список жертв «душителя с автомагистрали I-70» были также включены 25-летний Гэри Дэвис, 27-летний Деннис Бротдж, 21-летний Джон Роуч и 22-летний Дэниел Макнив. Все они являлись гомосексуалами, посещали гей-бары и были убиты в период с августа 1981 года по май 1983 года на территории Индианаполиса. В 1983 году к расследованию подключилось ФБР, профилеры которого составили психологический портрет преступника и заявили о том, что в совершении этих убийств преступник продемонстрировал изменчивое поведение. В конечном итоге по окончательной версии следствия было объявлено, что все эти убийства были совершены как минимум двумя разными убийцами, благодаря чему Гэри Дэвис, Бротдж, Роуч и Дэниел Макнив были исключены из списка жертв «душителя с автомагистрали I-70».
По версии профилировщиков ФБР, убийцей Дэвиса, Роуча, Бротджа и Макнива был белый мужчина, находящийся в возрасте от 20 до 30 лет, занятый низкоквалифицированным трудом, являющийся фанатом военной атрибутики и здорового образа жизни, который в обыденной жизни высказывает гомофобные взгляды, но сам является латентным гомосексуалом, вследствие чего на сознательном уровне он стыдится своего полового влечения к мужчинам и совершает убийства гомосексуалистов. Другие жертвы по версии следствия были убиты белым мужчиной, который находился в возрасте около 45 лет, страдал избыточным весом, имел работу с высокой заработной платой и хорошую репутацию в округе. Согласно психологическому портрету профилировщиков, подозреваемый, возможно, состоял в браке, но между ним и его женой отсутствовали интимные отношения. Подозреваемый испытывал половое влечение к мальчикам подросткового возраста и юношам и также стыдился своей гомосексуальности, которая могла разрушить его карьеру и репутацию, вследствие чего он испытывал ненависть к гомосексуалам и совершал убийства.
Одним из подозреваемых был житель штата Флорида 47-летний Данкан Паттерсон. Осенью 1982 года он был арестован в Индианаполисе по обвинению в растлении несовершеннолетних мальчиков. После ареста Паттерсон был опознан одним из друзей 14-летнего Делвойда Бейкера, который заявил о том, что перед исчезновением Бейкер сел в фургон к Паттерсону. Данкан Паттерсон вынужденно признал факт знакомства с мальчиком. По его словам, он заплатил Бейкеру 20 долларов за оральный секс и отвез его в номер отеля, где они занимались сексом. Он настаивал на своей невиновности в смерти мальчика, заявив, что после свидания он отвез Бейкера на одну из площадей Индианаполиса, где была расположена центральная библиотека города, которая в течение многих лет являлась популярным местом для свиданий гомосексуалов, где Бейкер вскоре сел в фургон к другому человеку. Его свидетельства были подтверждены еще одним человеком, который заявил следователям о том, что видел, как Бейкер покинул фургон Паттерсона, поднялся по ступеням библиотеки, чтобы поговорить со знакомым парнем, после чего сел в другой автомобиль. Для оценки достоверности показаний Паттерсону было предложено пройти проверку на полиграфе, на что он ответил согласием. Результаты экспертизы были признаны убедительными, вследствие чего Паттерсон впоследствии был осужден за растление несовершеннолетних, но из списка подозреваемых в совершении серии убийств был исключен.
В 1983 году под подозрение попал житель города Кармел Огуст «Гас» Кейто. Он был задержан и подвергся допросу на причастность к совершению ряда убийств гомосексуалов в Индианаполисе. Впоследствии полиция не смогла связать Кейто ни с одним из убийств.
В число подозреваемых также входил известный серийный убийца Ларри Эйлер. В 1986 году Эйлер был приговорен к смертной казни за совершение убийства 16-летнего Дэниела Бриджеса на территории Чикаго. Эйлер подозревался в совершении более 20 убийств, совершенных в период с 1982 год по 1984 год на территории штатов Индиана, Иллинойс, Огайо и Висконсин. Между чередой убийств, в совершении которых подозревался «душитель с автомагистрали I-70» и теми, в которых подозревался Ларри Эйлер, существовали существенные как различия, так и сходства. Своих предполагаемых жертв Эйлер по версии следствия убил с помощью ножа. Серия из его предполагаемых 16 убийств произошла в течение 12 месяцев. Жертвы «душителя с автомагистрали I-70» были задушены, а череда убийств растянулась на 11 лет. Тем не менее оба серийных убийц в качестве жертв выбирали гомосексуалов и сбрасывали тела убитых возле двух межштатных автомагистралей. Несколько жертв душителя были найдены недалеко от Ричмонда (штат Индиана), где проживала мать Ларри Эйлера. Эти факты породили теорию о том, что все убийства были связаны между собой, а «душитель с межштатной автомагистрали I-70» и Ларри Эйлер были знакомы. Ожидая исполнения смертного приговора в камере смертников тюрьмы «Pontiac Correctional Center», в ноябре 1990 года Эйлер при помощи своего адвоката Кэтлин Зеллнер предложил прокуратуре девяти округов штатов Индиана и Иллинойс заключить соглашение о признании вины. В обмен на отмену смертного приговора и назначения ему уголовного наказания в виде пожизненного лишения свободы без права на условно-досрочное освобождение, Эйлер обязывался предоставить информацию, которая поможет раскрыть более 20 убийств, в более чем половине из которых действовали как минимум два преступника. Прокуратура семи из девяти округов согласились заключить соглашение о признании вины, но прокуратура округа Кук, на территории которого Ларри Эйлер был осужден в 1986 году за убийство Бриджеса — от заключения соглашения с Эйлером отказалась. Вскоре после этого прокуратура округа Вермиллион (штат Индиана) возобновила расследование убийства 23-летнего Стива Эгена, который был зарезан 19 декабря 1982 года. Ларри Эйлер был главным подозреваемым в совершении убийства, после чего опасаясь предъявления новых обвинений, 4 декабря 1990 года он продиктовал 17-страничное признание в совершении убийства Стива Эгена. Эйлер настаивал на том, что сообщником в совершении этого преступления был его многолетний любовник — профессор библиотечного дела в Индианском Университете Роберт Дэвид Литтл. Получив это признание, адвокаты Эйлера заключили соглашение о признании вины с прокуратурой округа Вермиллион. Эйлер признал себя виновным в убийстве Стива Эгена и был приговорен к 60 годам лишения свободы. Он согласился дать показания против Литтла и стал ключевым свидетелем обвинения на его судебном процессе, который открылся в апреле 1991 года. Обвинению удалось установить, что Литтл был гомосексуалом и испытывал половое влечение к молодым юношам. Но никаких вещественных доказательств причастности Литтла к совершению убийства Эгена найдено не было. Роберту Литтлу удалось доказать что в декабре 1982 года он навещал свою мать, которая проживала на территории штата Флорида, однако он не смог вспомнить даты его приезда и отъезда. Тем не менее, после семи часов обсуждения вердиктом жюри присяжных заседателей он был признан невиновным, а показания Ларри Эйлера были признаны неубедительными. Через два дня после смерти Ларри Эйлера, 8 марта 1994 года его адвокат созвала пресс-конференцию, на которой обнародовала посмертное признание Эйлера. В своем признании Эйлер заявил, что убил 21 молодого человека в период с 1982 по 1984 год, при этом Роберт Литтл помогал в четырех из этих убийств. Он назвал имена своих жертв, в том числе имена Джона Роуча и Дэниела Макнива, но имен молодых людей, ставших жертвами «душителя с автомагистрали I-70», в списке Эйлера не было. Также Ларри Эйлер подозревался в совершении еще двух убийств, совершенных на территории штатов Висконсин и Кентукки в 1983 году. Настоящее количество жертв Эйлера и причастность к совершению убийств Роберта Литтла так никогда и не были установлены.
В феврале 1998 года в полицию обратился житель Индианаполиса, который заявил о том, что идентифицировал по фотографиям Герберта Баумейстера как человека, с которым в июне 1983 года покинула ночной клуб в Индианаполисе одна из жертв «душителя с автомагистрали I-70» — 23-летний Майкл Райли. Баумейстер до своего самоубийства в 1996 году, был основным подозреваемым в совершении убийств как минимум семи мужчин, которые были убиты в период с 1993 по 1995 год на территории Индианаполиса, и чьи останки были обнаружены на территории его землевладения. После появления этой информации Баумейстер попал в число подозреваемых в совершении убийства Майкла Райли и восьми других мужчин. По версии следствия Герберт Баумейстер прекратил сбрасывать тела своих жертв в 1991 году, после того как купил поместье «Fox Hollow Farm», после чего продолжил совершать убийства и хоронить трупы жертв позади своего дома.
Тем не менее, впоследствии в ходе расследования никаких очевидных доказательств причастности Баумейстера к совершении этих 9 убийств обнаружено не было. Тед Флейшакер, главный редактор газеты для гомосексуалов, заявил, что Герберт Баумейстер не имеет никакого отношения к совершении серии убийств возле межштатной автомагистрали I-70 и обвинил полицейских чиновников в небрежном расследовании, которые использовали версию причастности Баумейстера к совершению других убийств в целях политической целесообразности накануне выборов шерифов в нескольких округах штата Индиана, в то время как настоящие исполнители убийств остались на свободе.